# Dufour Classic 43
Die Dufour Classic 43 ist eine Seriensegelyacht aus der Werft Dufour Yachts, die in den späten 1990er-Jahren bis in die frühen 2000er-Jahren gebaut wurde. Es gab sie auch als Centercockpitvariante Dufour Classic 43 CC.
Die Idee der Dufour Classics wurde 1994 entwickelt und später umgesetzt.

## Einrichtung
Es sind zwei Achterkabinen mit je zwei Kojen, eine Kabine im Bug mit zwei Kojen sowie eine Koje auf der Steuerbordseite als Stockbett ausgeprägt. Damit sind 8 Kojen ohne die Schlafmöglichkeiten im Salon vorhanden.
Gegenüber der Stockbettkabine ist eine Nasszelle mit Toilette und Dusche und zwischen der Backbordachterkabine und der Panty ist eine zweite Nasszelle vorhanden.
Die Pantry befindet sich auf der Backbord Seite. Enthalten ist ein zweiflammiger Herd mit Backofen, eine Spüle mit zwei Becken und einem großen Kühlschrank. Dementsprechend ist der Salontisch an Steuerbord.

## Boot
- Die Classic 43 hat ein zentrales großes Steuerrad das ein zentrales Ruderblatt anspricht.
- Saildrive mit fester zweiflügliger Schraube.
- Rollgroß (je nach Ausführung auch Lattengroß)
- Großschot auf dem Kajütdach
- Die Holepunktleisten der Fock/Genua sind nicht zu kurz, damit ist eine hohe Flexibilität gegeben
- Ankerwinsch ist elektrisch mit Fußbedienung